# Commandos 3: Destination Berlin
Commandos 3: Destination Berlin, é um jogo de computador que faz parte da saga Commandos.
O motor gráfico do jogo foi ainda mais inovado. O jogo foi muito criticado, devido aos erros com que foi publicado — duas semanas depois da sua publicação, foi criada uma patch —, tal como as poucas missões.
Face aos jogos anteriores — Commandos: BEL (20 missões + 6 tutoriais) e Commandos 2 (10 missões + 10 missões bónus + 2 tutoriais) — o Commandos 3, apenas possuía 12 missões e 2 tutoriais, isto fez com que o jogo perdesse a originalidade, o jogo até podia ser terminado em apenas um dia, tal como o facto de não existirem missões bónus e de terem sido retiradas as teclas de atalho fizeram com que muitos jogadores ficassem chateados com o jogo. Após muitas críticas era esperado que fosse criada uma expansão gratuita, expansão essa que foi publicado e vendida 5 meses depois, mas a expansão não ganhou popularidade, e apenas foi vendida em alguns países.
As vendas do jogo não foram das melhores de toda a saga, os erros contribuíram muito a isso, tal como a pirataria, apenas 1 dia depois de estar à venda já era possível encontrar o jogo na internet, numa das redes de P2P.

## Missões
- Stalingrad, Campanha

1. Eliminate the Sniper
2. Protect General O'Donnell
3. Kill the Traitor

- Europa Central (Central Europe), Campanha

1. Infiltrate the Station
2. Board the Train
3. Stop Bomb Deployment
4. Get to the Engine
5. Take Control of the Town
6. Ambush the Convoy

- Normandia (Normandy), Campanha da

1. Cripple Nazi Support
2. Destroy the Warships
3. Storm the Beach